# Gran Premi del Canadà del 1969

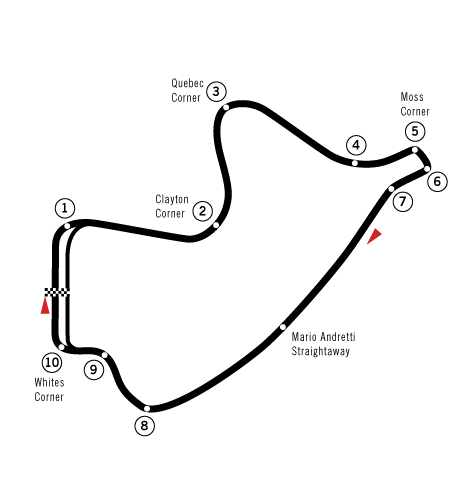
Imatge del circuit de Mosport.

Resultats del Gran Premi del Canadà de Fórmula 1 de la temporada 1969, disputat al circuit de Mosport el 20 de setembre del 1969.

## Resultats de la cursa
| Pos | No | Pilot                | Equip            | Voltes | Temps/ Retir.    | Pos. de sort. | Punts |
| --- | -- | -------------------- | ---------------- | ------ | ---------------- | ------------- | ----- |
| 1   | 11 | Jacky Ickx           | Brabham - Ford   | 90     | 1h 59' 26. 3     | 1             | 9     |
| 2   | 12 | Jack Brabham         | Brabham - Ford   | 90     | + 46.2 s         | 6             | 6     |
| 3   | 2  | Jochen Rindt         | Lotus - Ford     | 90     | + 52 s           | 3             | 4     |
| 4   | 18 | Jean-Pierre Beltoise | Matra - Ford     | 89     | + 1 Volta        | 2             | 3     |
| 5   | 4  | Bruce McLaren        | McLaren - Ford   | 87     | + 3 Voltes       | 9             | 2     |
| 6   | 19 | Johnny Servoz-Gavin  | Matra - Ford     | 84     | + 6 Voltes       | 15            | 1     |
| 7   | 25 | Pete Lovely          | Lotus - Ford     | 81     | + 9 voltes       | 16            |       |
| NC  | 16 | Bill Brack           | BRM              | 80     | No Classificat   | 18            |       |
| Ret | 2  | Graham Hill          | Lotus - Ford     | 42     | Motor            | 7             |       |
| Ret | 9  | Jo Siffert           | Lotus - Ford     | 40     | Palier           | 8             |       |
| Ret | 3  | John Miles           | Lotus - Ford     | 40     | Caixa canvi      | 11            |       |
| Ret | 6  | Pedro Rodríguez      | Ferrari          | 37     | Pressió de l'oli | 13            |       |
| Ret | 17 | Jackie Stewart       | Matra - Ford     | 32     | Col·lisió        | 4             |       |
| DSQ | 69 | Al Pease             | Eagle - Climax   | 22     | Desqualificat    | 17            |       |
| Ret | 14 | John Surtees         | BRM              | 15     | Motor            | 14            |       |
| Ret | 21 | Piers Courage        | Brabham - Ford   | 13     | Pèrdua d'oli     | 10            |       |
| Ret | 26 | John Cordts          | Brabham - Climax | 10     | Pèrdua d'oli     | 19            |       |
| Ret | 5  | Denny Hulme          | McLaren - Ford   | 9      | Distribuïdor     | 5             |       |
| Ret | 15 | Jackie Oliver        | BRM              | 2      | Motor            | 12            |       |
| Ret | 20 | Silvio Moser         | Brabham - Ford   | 0      | Accident         | 20            |       |

## Altres
- Pole: Jacky Ickx 1' 17. 4
- Volta ràpida: Jacky Ickx 1' 18. 1 (a la volta 30) i Jack Brabham (a la volta 62)